# エリザベート・デュパルク

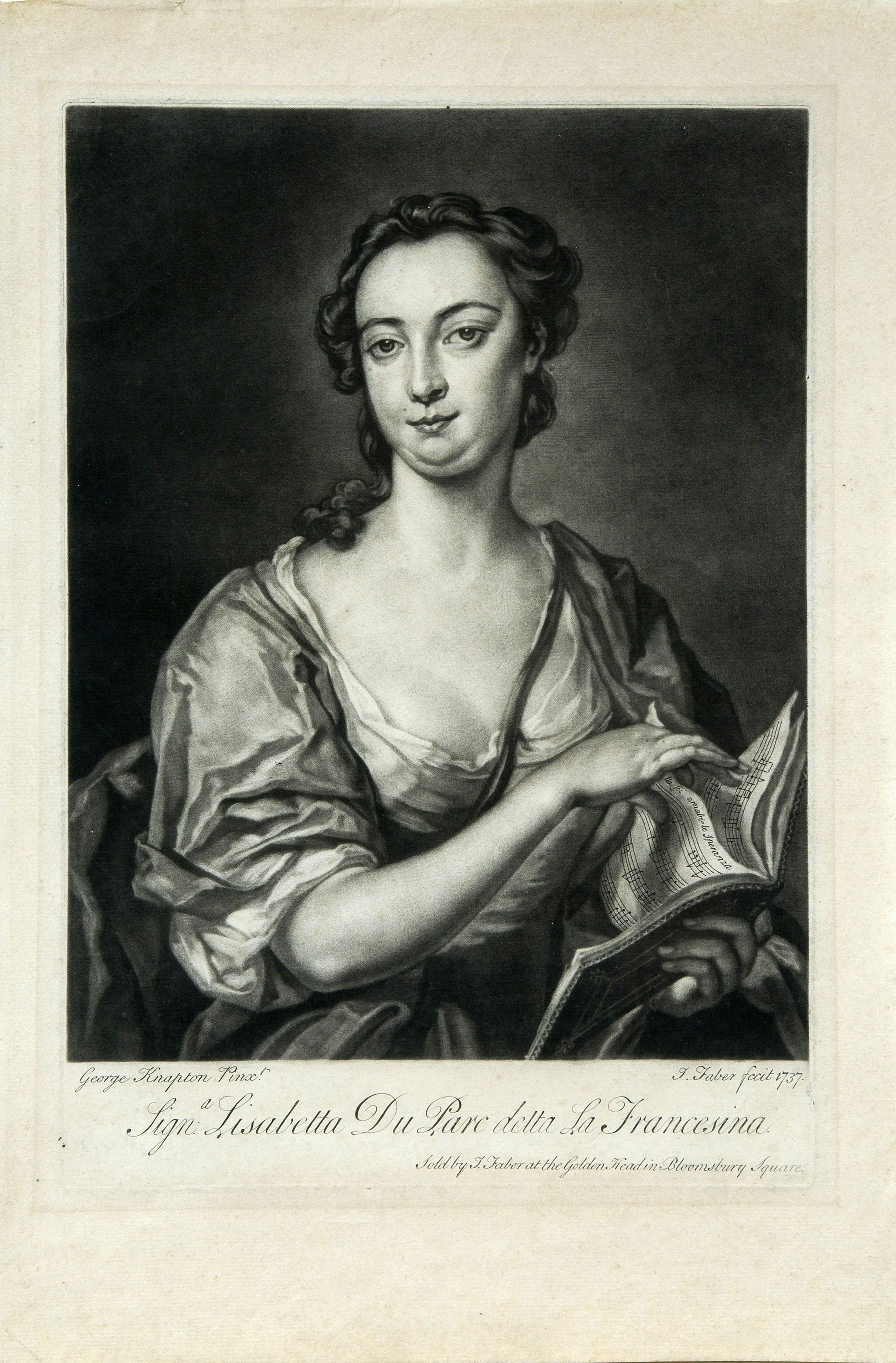
肖像（1737年）。持っている楽譜は『ジューリオ・チェーザレ』のクレオパトラのアリア「tu la mia stella sei」

エリザベート・デュパルク（Élisabeth Duparc、? - 1778年?）は、フランス出身で、主にイギリスで活動したソプラノ歌手。ヘンデル作品のプリマ・ドンナとして歌ったことで知られる。イタリアで歌手としての訓練を積んだが、フランス人だったためにラ・フランチェジーナ（「フランス娘」を意味するイタリア語）のニックネームで呼ばれた。

## 生涯
デュパルクはフランスで生まれたが、イタリアで歌手としての研鑽を積んだ。イギリスに渡る前の経歴についてはほとんど知られていないが、1732年にピストイアで歌い、1734年にフィレンツェでスキアッシの『アレッサンドロ・セヴェーロ』（ジュリア役）、ポルポラの『アデライデ』で歌った記録がある。1736年秋にロンドンに渡った。
1730年代のロンドンではコヴェント・ガーデン劇場のヘンデルとヘイマーケット国王劇場の貴族オペラの2つのオペラ団体が争っていた。デュパルクは1736年に貴族オペラに雇われ、ハッセ『シローエ』でロンドンにデビューした。翌1737年に貴族オペラが倒産した後のシーズンではリッカルド・ブロスキ、ジョヴァンニ・バッティスタ・ペシェッティ、フランチェスコ・マリア・ヴェラチーニ、エジーディオ・ロムアルド・ドゥーニらのオペラで歌った。
その後はヘンデルのオペラで歌うようになり、それまで長年ヘンデルのオペラで歌っていたアンナ・マリア・ストラーダにかわるプリマ・ドンナになった。
デュパルクは1738年1月初演のオペラ『ファラモンド』（クロティルデ役）でヘンデル作品にデビューし、同年4月の『セルセ』（ロミルダ役）、1740年の『イメネーオ』（ロスメーネ役）、1741年の『デイダミア』（デイダミア役）で歌った。オラトリオや頌歌では1739年の『サウル』（ミカル役）、同年の『エジプトのイスラエル人』のソプラノ、同年11月の『聖セシリアの日のための頌歌』のソプラノ、1740年の『快活の人、沈思の人、温和の人』のソプラノ、1744年の『セメレ』のタイトルロール、同年の『ヨセフとその兄弟』（アセナト役）、1745年の『ヘラクレス』（イオレ役）、同年の『ベルシャザル』（ニトクリス役）、1746年2月の『機会オラトリオ』のソプラノを歌っている。『エイシスとガラテア』の1739年再演版（ガラテア役）や『エステル』の1740年再演版（エステル役）、『デボラ』の1744年再演版（デボラ役）でも歌っている。
オラトリオ作品は基本的に英語で歌ったが、『エジプトのイスラエル人』初演ではアリアが少なすぎて不評であったため、2回めの上演では『アタリア』からのアリア1曲と『エステル』の1737年再演版で追加された3曲のイタリア語アリアをテュパルクが歌った。
1747年に『ユダス・マカベウス』が初演されたときにはすでにデュパルクはヘンデルのもとを離れていた。その後の足取りは明らかでないが、1751年にソーホーで歌ったという記録がある。